# SHAKE (SMAP의 노래)
〈SHAKE〉(한국어: 쉐이크)는 SMAP의 23번째 싱글이다. 1996년 11월 18일에 빅터 엔터테인먼트에서 발매되었다.

## 개요
- SMAP의 5명 체제가 되고 나서, 정식 커버가 아닌 제대로 된 오리지널 곡으로 싱글을 발매하는 것은 처음이다.
- 작사는 모리 히로미, 지금 작품은 그의 최대의 히트 곡이다. 작곡의 코모리타 미노루는 SMAP의 곡에는 첫 작곡 제공으로,이를 계기로 이후 〈다이너마이트〉나 〈라이온 하트〉등의 작곡에도 참여하였다.
- 〈SHAKE〉는 1997년 3월 26일 발매의 앨범 〈WOOL〉, 2001년 3월 23일 발매의 베스트 앨범 〈Smap Vest〉에 별 버전으로는 2005년 7월 27일 발매의 앨범 〈SAMPLE BANG!〉에 "SHAKE (BOOM BOOM SATELLITES REMIX)"으로 수록되었다. 커플 링의 "가만히 날 따라와(黙って俺について来い)"는 앨범 미수록이다.
- 원곡의 모리 히로미의 가사 일부는 당초 일본어가 아닌 영어 가사였다. 또한 영어의 가사에 맞춰 코모리타 미노루는 곡을 만들었고, 이를 데모로 노래했지만, 이후 일본어 가사로 변경되었다.

## 수록곡
1. SHAKE
  - 작사 : 모리 히로미 / 작곡 코모리타 미노루 / 편곡 : CHOKKAKU
2. 가만히 날 따라와(黙って俺について来い)
  - 작사 : 오구라 메구미 / 작곡 : Jimmy Johnson / 편곡 : 나가오카 세이코우
3. SHAKE [오리지널 가라오케]
4. 가만히 날 따라와 [오리지널 가라오케]

## 차트 최고 순위
- 주간 1위 (오리콘)